# Čong Čin-son
Čong Čin-son (korejsky 정진선, anglický přepis: Jung Jin-sun; * 24. ledna 1984 Soul, Jižní Korea) je bývalý jihokorejský sportovní šermíř, který se specializoval na šerm kordem. Jižní Koreu reprezentoval v prvních letech nového tisíciletí. Na olympijských hrách startoval v roce 2008 a 2012. V roce 2008 se na olympijských hrách probojoval do čtvrtfinále a v roce 2012 získal bronzovou olympijskou medaili. S jihokorejským družstvem kordistů vybojoval druhé místo na mistrovství světa v roce 2014. Na olympijských hrách v roce 2008 vypadl s jihokorejským družstvem kordistů v úvodním kole.